# Fenformină
Fenformina este un medicament antidiabetic derivat de biguanidă și a fost utilizat în tratamentul diabetului zaharat de tipul 2. Calea de administrare disponibilă era cea orală.
Molecula a fost descoperită în anul 1957. Studiile clinice au început în anul 1958. Medicamentul a fost retras de pe piață în anul 1978, datorită riscului ridicat de a induce acidoză lactică, condiție fatală în 50% din cazuri.